# Авіловський
Авіловський (рос. Авиловский) — селище у Камишинському районі Волгоградської області Російської Федерації.
Населення становить 2 особи. Входить до складу муніципального утворення міське поселення Петрів Вал.

## Історія
Селище розташоване у межах українського історичного та культурного регіону Жовтий Клин.
Згідно із законом від 5 березня 2005 року № 1022-ОД органом місцевого самоврядування є міське поселення Петрів Вал.

## Населення
| 2010 |
| ---- |
| 2    |